# Allan Jones
Allan Jones (14 de octubre de 1907 - 27 de junio de 1992) fue un actor y cantante de nacionalidad estadounidense. 

## Biografía
Nacido en Old Forge, Pensilvania, Jones, de origen galés, protagonizó varios fimes musicales de las décadas de 1930 y 1940. Los más conocidos de todos ellos fueron Show Boat (1936) y The Firefly (1937) (en el cual cantaba la popular "Donkey Serenade"). Sin embargo, en la actualidad es más conocido por sus papeles de romántico comparsa de los Hermanos Marx en dos películas rodadas por ellos para MGM: Una noche en la ópera y Un día en las carreras.
Gracias a su actuación en A Night at the Opera, sin embargo, consiguió el codiciado papel de Gaylord Ravenal en la versión rodada en 1936 de Show Boat (junto a Irene Dunne), superando a favoritos del género musical como Nelson Eddy y John Boles. Éste fue su papel más sobresaliente, en el cual, bajo la dirección de James Whale, pudo desplegar sus habilidades dramáticas y musicales. 
En 1936 tuvo una breve actuación en la película de Nelson Eddy y Jeanette MacDonald Rose Marie, cantando música de Romeo y Julieta, de Charles Gounod, y de Tosca, de Giacomo Puccini. Sin embargo, según la biografía de Louis B. Mayer Merchant of Dreams, escrita por Charles Higham, Eddy, que aparentemente consideraba a Jones un rival y una potencial amenaza, pidió que se suprimiera gran parte de la actuación de Jones en Rose Marie, incluyendo su interpretación de la gran aria de Puccini E lucevan le stelle, a lo cual accedió MGM.
En 1940 trabajó para Universal Pictures para rodar dos musicales con banda sonora de grandes compositores: The Boys from Syracuse, escrita por Richard Rodgers y Lorenz Hart, y One Night in the Tropics, con una música original de Jerome Kern que incluía el tema “Remind Me.”  Tras esos títulos pasó a actuar en musicales de serie B, dos en Paramount y ocho para Universal, incluyendo un reencuentro con Kitty Carlisle en Larceny with Music (1943). El mismo año volvió de manera breve al cine de primera clase interpretándose a sí mismo en el musical de Ole Olsen y Chic Johnson Crazy House, cinta en la cual interpretó de nuevo "Donkey Serenade." 
Jones continuó con su carrera artística hasta el momento de su retiro, actuando tanto en el teatro como en el cine y la televisión.
Durante muchos años estuvo casado con la actriz Irene Hervey, siendo su hijo el cantante pop Jack Jones. Allan Jones falleció en 1992 en la ciudad de Nueva York, a causa de un cáncer de pulmón. Tenía 84 años de edad. Sus restos fueron incinerados, y las cenizas entregadas a sus allegados.

## Selección de su filmografía
- Una noche en la ópera (1935) (con los Hermanos Marx)
- Show Boat (1936)
- Un día en las carreras (1937) (con los Hermanos Marx)
- The Firefly (1937)
- Everybody Sing (1938) (con Judy Garland y Fanny Brice)
- The Great Victor Herbert (1939)
- One Night in the Tropics (1940) (film con el que debutaron Bud Abbott y Lou Costello)
- The Boys from Syracuse (1940)
- There's Magic in Music (1941)